# Benicio Ríos Ocsa
Benicio Ríos Ocsa (Ollantaytambo, 23 de agosto de 1957) es un político y zootécnico peruano. Fue congresista de la república por la región Cusco desde el 27 de julio del 2016 hasta el 23 de agosto del 2018, fecha en la que fue desaforado de su cargo por su condena de siete años de prisión por el delito de colusión. Anteriormente fue alcalde de las ciudades de Urubamba y de Ollantaytambo.

## Biografía

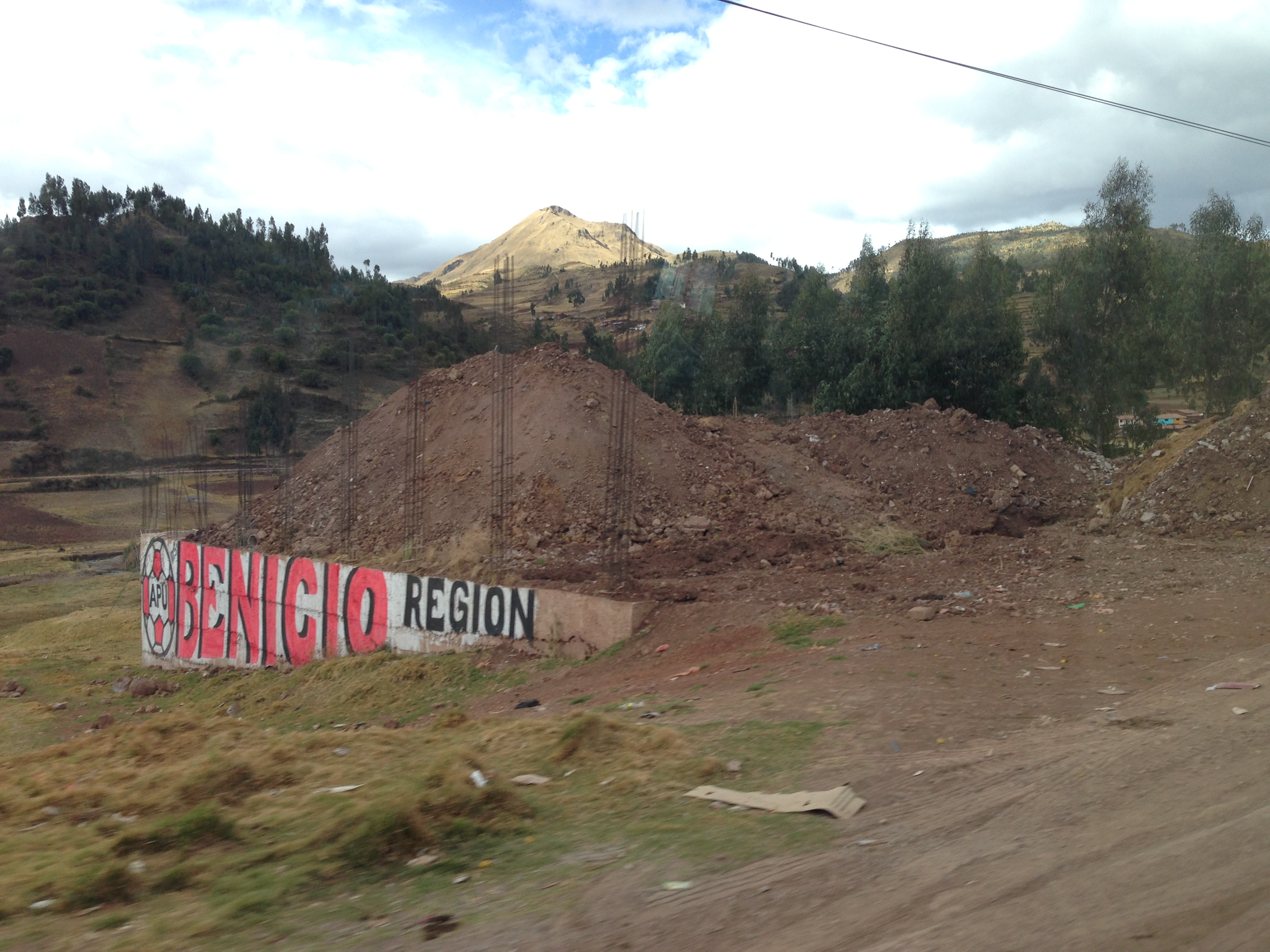
Pinta de la candidatura de Benicio Ríos en la provincia de Anta en 2014.

Benicio Ríos nació en Ollantaytambo, Urubamba, siendo hijo de Aniceto Ríos y Alejandrina Ocsa. Hizo sus estudios primarios en el Centro Educativo de Pachar en el distrito de Ollantaytambo y secundarios en el Colegio Técnico Agropecuario en el distrito de Urubamba, posteriormente, culminó sus estudios de zootecnia en la Universidad Nacional de San Antonio Abad del Cusco.
En 1992 fue elegido Regidor del Distrito de Ollantaytambo para el periodo 1993-1995 por el Movimiento Independiente Mi Urubamba. En 1998 fue elegido Alcalde del Distrito de Ollantaytambo para el periodo 1999-2002 por el Movimiento Independiente Mi Urubamba. En 2006 fue elegido Alcalde de la Provincia de Urubamba en las elecciones del año 2006 siendo Alcalde por el periodo 2007-2010 por Unión por el Perú. En 2010 fue reelegido Alcalde en las elecciones regionales y municipales del 2010 siendo Alcalde por el periodo 2011-2014 por el Movimiento Regional Acuerdo Popular Unificado. 
En 2014 postula a las elecciones regionales para la presidencia del Gobierno Regional del Cusco con el Movimiento Regional Acuerdo Popular Unificado. En la primera vuelta, celebrada el 5 de octubre quedó en el primer lugar de las preferencias electorales, delante del candidato Edwin Licona. Al no haber alcanzado ninguno de los candidatos el 30% de los votos emitidos, Ríos y Licona compitieron quedando elegido en segunda vuelta Edwin Licona Licona.
En 2016 postula a las elecciones generales para ocupar un escaño en el Congreso de La República representando al departamento del Cusco con el Partido Político Alianza para el Progreso en Alianza Electoral con el Movimiento Regional Acuerdo Popular Unificado, quedando elegido como congresista con más votos de la Región de Cusco con más de 31,599.

## Vacancia y prisión
En diciembre de 2017, el juez Jimmy Manchego del Cuarto Juzgado Penal Unipersonal de Cusco sentenció a siete años de cárcel a Benicio Ríos por la adquisición sobrevalorada de 10 hectáreas de un terreno de relleno sanitario en el distrito de Maras cuando era alcalde de la provincia de Urubamba entre los años 2007 y 2010. Esta sentencia fue, en el mes de mayo, ratificada por la Corte Superior del Cusco. El 23 de agosto de 2018 fue vacado de su cargo de congresista debido a esta sentencia penal por colusión agravada que se dictó en su contra. Fue reemplazado por su accesitaria Luz Cruz Tevez. Tras esta vacancia, Ríos estuvo prófugo de la justicia y se mantuvo en la clandestinidad hasta el mes de noviembre del 2018 donde debido a su orden de captura se entregó a la justicia peruana para cumplir con su pena y fue enviado al Cusco para cumplir su condena.